# The Voice of Holland
The Voice of Holland é um talent show holandês com uma estrutura baseada no The X Factor. Foi o primeiro da franquia The Voice, responsável pela criação de várias versões do programa pelo mundo, como por exemplo The Voice UK, The Voice (EUA), The Voice Portugal, The Voice Brasil, The Voice (Austrália), The Voice: la plus belle voix (França) , entre outros.

## Formato
A primeira etapa do programa é das “Audições às cegas” onde os participantes cantam com os técnicos de costas, apenas ouvindo o som da voz deles. Se o técnico gostar do que ouvir, ele aperta um botão e sua cadeira se vira para que ele possa ver quem está cantando. A segunda etapa da competição é das “Batalhas”. Dois cantores são escolhidos pelo seu técnico para cantarem juntos. No final, o mentor dos dois tem que decidir quem cantou melhor e decidir quem continua no jogo e quem deixa a competição. A última etapa do programa é a dos “Shows ao Vivo” onde o programa é transmitido ao vivo e o público vota em seu cantor favorito para decidir quem continua participando do show.

## Técnicos
|  | Nick & Simon        |
|  | Roel van Velzen     |
|  | Angela Groothuizen  |
|  | Jeroen van der Boom |
|  | Marco Borsato       |
|  | Trijntje Oosterhuis |
|  | Ali B               |
|  | Ilse DeLange        |
|  | Sanne Hans          |
|  | Anouk               |
|  | Guus Meeuwis        |
|  | Waylon              |
|  | Lil' Kleine         |

## Sumário de temporadas
| Team Jeroen Team Angela Team Nick & Simon | Team Roel Team Marco Team Trijntje | Team Ilse Team Ali B Team Sanne | Team Anouk Team Guus | Team Waylon Team Jan |

| Edição | Início       | Final        | Vencedor/a          | Segundo Colocado    | Terceiro Colocado       | Quarto Colocado       | Mentor/a campeã/o   | Apresentação                                         | Mentores (ordem de cadeiras) | Mentores (ordem de cadeiras) | Mentores (ordem de cadeiras) | Mentores (ordem de cadeiras) |
| Edição | Início       | Final        | Vencedor/a          | Segundo Colocado    | Terceiro Colocado       | Quarto Colocado       | Mentor/a campeã/o   | Apresentação                                         | 1                            | 2                            | 3                            | 4                            |
| ------ | ------------ | ------------ | ------------------- | ------------------- | ----------------------- | --------------------- | ------------------- | ---------------------------------------------------- | ---------------------------- | ---------------------------- | ---------------------------- | ---------------------------- |
| 1      | 17 set. 2010 | 21 jan. 2011 | Ben Saunders        | Pearl Jozefzoon     | Kim de Boer             | Leonie Meijer         | Roel van Velzen     | Martijn Krabbé Wendy van Dijk Winston Gerschtanowitz | Jeroen                       | Angela                       | Nick & Simon                 | Roel                         |
| 2      | 23 set. 2011 | 20 jan. 2012 | Iris Kroes          | Chris Hordijk       | Erwin Nyhoff            | Paul Turner           | Marco Borsato       | Martijn Krabbé Wendy van Dijk Winston Gerschtanowitz | Marco                        | Angela                       | Nick & Simon                 | Roel                         |
| 3      | 24 ago. 2012 | 14 dez. 2012 | Leona Philippo      | Johannes Rypma      | Floortje Smit           | Ivar Oosterloo        | Trijntje Oosterhuis | Martijn Krabbé Wendy van Dijk Winston Gerschtanowitz | Marco                        | Trijntje                     | Nick & Simon                 | Roel                         |
| 4      | 30 ago. 2013 | 21 dez. 2013 | Julia van der Toorn | Mitchell Brunings   | Gerrie Dantuma          | Jill Helena           | Marco Borsato       | Martijn Krabbé Wendy van Dijk Winston Gerschtanowitz | Trijntje                     | Ali B                        | Ilse                         | Marco                        |
| 5      | 29 ago. 2014 | 19 dez. 2014 | O'G3NE              | Sjors van der Panne | Guus Mulder             | Emmaly Brown          | Marco Borsato       | Martijn Krabbé Wendy van Dijk Jamai Loman            | Ilse                         | Ali B                        | Marco                        | Trijntje                     |
| 6      | 25 set. 2015 | 29 jan. 2016 | Maan de Steenwinkel | Dave Vermeulen      | Brace                   | Jennie Lena           | Marco Borsato       | Martijn Krabbé Wendy van Dijk Jamai Loman            | Anouk                        | Ali B                        | Sanne                        | Marco                        |
| 7      | 21 out. 2016 | 17 fev. 2017 | Pleun Bierbooms     | Isabel Provoost     | Vinchenzo Tahapary      | Thijs Pot             | Waylon              | Martijn Krabbé Wendy van Dijk Jamai Loman            | Waylon                       | Sanne                        | Ali B                        | Guus                         |
| 8      | 20 out. 2017 | 16 fev. 2018 | Jim van der Zee     | Samantha Steenwijk  | Nienke Wijnhoven        | Demi van Wijngaarden  | Anouk               | Martijn Krabbé Wendy van Dijk Jamai Loman            | Waylon                       | Sanne                        | Ali B                        | Anouk                        |
| 9      | 2 nov. 2018  | 22 fev. 2019 | Dennis van Aarssen  | Navarone            | Patricia van Haastrecht | Menno Aben            | Waylon              | Martijn Krabbé Wendy van Dijk Jamai Loman            | Lil' Kleine                  | Anouk                        | Ali B                        | Waylon                       |
| 10     | 8 nov. 2019  | 28 fev. 2020 | Sophia Kruithof     | Stef Classens       | Emma Boertien           | Daphne van Ditshuizen | Anouk               | Martijn Krabbé Chantal Janzen Geraldine Kemper       | Lil' Kleine                  | Ali B                        | Anouk                        | Waylon                       |
| 11     | 20 Nov 2020  | 26 Mar 2021  | Dani van Velthoven  | Sem Rozendaal       | Nienke Fitters          | Jasper Wever          | Anouk               | Martijn Krabbé Chantal Janzen Geraldine Kemper       | Anouk                        | Ali B                        | Jan                          | Waylon                       |
| 12     | TBA 2021     | TBA 2022     | Upcoming season     | Upcoming season     | Upcoming season         | Upcoming season       | Upcoming season     | Martijn Krabbé Chantal Janzen Geraldine Kemper       | Ali B                        | Anouk                        | Glennis                      | Waylon                       |

### Títulos por técnico
| Técnico             | Vencedor             | Segundo           | Terceiro              | Quarto                |
| ------------------- | -------------------- | ----------------- | --------------------- | --------------------- |
| Marco Borsato       | 4 vezes (2, 4, 5, 6) | 1 vez (5)         | 1 vez (4)             | 1 vez (3)             |
| Anouk               | 3 vezes (8,10,11)    | 1 vez (9)         | 1 vez (8)             | 1 vez (6)             |
| Waylon              | 2 vezes (7, 9)       | 2 vez (10,11)     | 2 vez (9, 10)         | —                     |
| Roel van Velzen     | 1 vez (1)            | —                 | 1 vez (3)             | 1 vez (2)             |
| Trijntje Oosterhuis | 1 vez (3)            | —                 | —                     | 1 vez (5)             |
| Nick & Simon        | —                    | 3 vezes (1, 2, 3) | —                     | —                     |
| Sanne Hans          | —                    | 3 vezes (6, 7, 8) | —                     | —                     |
| Ilse DeLange        | —                    | 1 vez (4)         | —                     | —                     |
| Ali B               | —                    | —                 | 4 vezes (5, 6, 7, 11) | 4 vezes (4, 8, 9, 10) |
| Angela Groothuizen  | —                    | —                 | 2 vezes (1, 2)        | —                     |
| Jeroen van der Boom | —                    | —                 | —                     | 1 vez (1)             |
| Guus Meeuwis        | —                    | —                 | —                     | 1 vez (7)             |
| Lil' Kleine         | —                    | —                 | —                     | —                     |
| Jan Smith           | —                    | —                 | —                     | 1 vez (11)            |

## Finalistas
Legenda
| - Técnico vencedor - Técnico vice-campeão | - Técnico em 3° lugar - Técnico em 4° lugar |

| Temporada | Técnicos e finalistas | Técnicos e finalistas | Técnicos e finalistas | Técnicos e finalistas |
| --- | --- | --- | --- | --- |
| 1 | Jeroen van der Boom | Angela Groothuizen | Nick & Simon | Roel van Velzen |
| 1 | Leonie Meijer Anne Hoogendoorn Meike van der Veer Raffaëla Paton Ray Klaassen Kevin Okkema                                   | Kim de Boer Shary-An Nivillac Bart van Overbeek Nyssina Swerissen Charlotte ten Brink Wiep Laurenssen                     | Pearl Jozefzoon Jennifer Ewbank Nigel Brown Johnny Rosenberg Shemsi Mushkolaj Davy & Joshua                                 | Ben Saunders Esther Nijhove Lenny Keylard Sarina Voorn Joan Franka Kiki Vermeulen                                                     |
| 2 | Marco Borsato | Angela Groothuizen | Nick & Simon | Roel van Velzen |
| 2 | Iris Kroes Sharon Doorson Bart Brandjes Marieke Dollekamp Nora Dalal Ivanildo Kembel                                         | Erwin Nyhoff Niels Geusebroek Laura Estévez Rodney Elzer Daniel van der Zee Gino Emnes                                    | Chris Hordijk Charly Luske Marloes van Ommen Danjil Tuhumena Emmanuel Anning Jomy Boky                                      | Paul Turner Wouter Vink Michelle Flemming Guy Barzily Sacha van Beek Christopher Max                                                  |
| 3 | Marco Borsato | Trijntje Oosterhuis | Nick & Simon | Roel van Velzen |
| 3 | Ivar Oosterloo Barbara Straathof Anja Dalhuisen Babette van Vugt Jared Hiwat Pomme van de Ven Niña van Dijk Omri Tindal      | Leona Philippo Sandra van Nieuwland Tessa Belinfante Laurrhie Brouns Velorisa Yorks Ron Link Patt Riley Denzel Dongen     | Johannes Rypma Maame Joses Salome Pieris Claudia de Graaf Mathijs Rumping Janine Heines Marx Margono Nicola Ebbink          | Floortje Smit Eyelar Mirzazadeh Marjet van den Brand Sam "The Hedge" Holden David Gonçalves Randy Soewarno Sifra Geessink Katty Heath |
| 4 | Trijntje Oosterhuid | Ali B | Ilse DeLange | Marco Borsato |
| 4 | Wudstik Shirma Rouse Nicole Bus Steffen Morrison Matt Heanes Sanne Klein Horsman Nikay Agterhuis Nikita Doornbosch           | Jill Helena Jennifer Lynn Vince Irie Collin de Vries Imelda Annika Boxhoorn Yuli Minguel Jarno Ibarra                     | Mitchell Brunings Cheyenne Toney Coosje Smid Bylear Sumter Darren van der Lek Lizzy Osservoort Gaby Boterkooper Roy de Valk | Julia van der Toorn Gerrie Dantuma Marjel Bijveld Marvin Kneefel Fantine Tho Grant Scott Steven de Geus Sarah van der Meer            |
| 5 | Ilse DeLange | Ali B | Marco Borsato | Trijntje Oosterhuis |
| 5 | Duncan de Moor Megan Brands Sietske Oosterhuis Kelly Cossee Angela Vergouwen Frank van Oudhuizen Pip Alblas Kimberley Janice | Guus Mulder April & Dr. Rum Ferry de Ruiter Renee de Ruijter Gabriella Massa Ruben Tarmidi Martha Hertogs Vincent Vilouca | O'G3NE Sjors van der Panne MELL Rob de Nijs Graziëlla Hunsel Abigail Martina Bella Dynah Dettingmeijer                      | Emmaly Brown David Dam Romy Monteiro Dennis Kroon Pim Kouwenhoven Sherefa Yorks Eloy Smit Daisy van Lingen                            |
| 6 | Anouk | Ali B | Sanne Hans | Marco Borsato |
| 6 | Jennie Lena Neda Boin | Brace Ivar Vermeulen Gaia Aikman Natacha Carvalho                                                                         | Dave Vermeulen Ivan Peroti Daniël Kist                                                                                      | Maan de Steenwinkel Melissa Janssen Jared Grant                                                                                       |
| 7 | Waylon | Sanne Hans | Ali B | Guus Meeuwis |
| 7 | Pleun Bierbooms Yerry Rellum Romy Weevers                                                                                    | Isabel Provoost Kirsten Berkx Sheela                                                                                      | Vinchenzo Tahapary Dwight Dissel Roza Lozica                                                                                | Thijs Pot Leon Sherman Katell Chevalier                                                                                               |
| 8 | Waylon | Sanne Hans | Ali B | Anouk |
| 8 | Kimberly Maasdamme Neema Silayio Marchiano Markus                                                                            | Samantha Steenwijk Aïrto Edmundo David van Rooij                                                                          | Demi van Wijngaarden Tjindjara Metschendorp Ronald Klungel                                                                  | Jim van der Zee Nienke Wijnhoven Gideon Luciana                                                                                       |
| 9 | Lil' Kleine | Anouk | Ali B | Waylon |
| 9 | Quido van de Graaf Kimberly Fransens Talita Blijd                                                                            | Navarone Mikki van Wijk Irene Dings                                                                                       | Menno Aben Sarah-Jane Debrah Jade                                                                                           | Dennis van Aarssen Patricia van Haastrecht Bryan B                                                                                    |
| 10 | Lil' Kleine | Ali B | Anouk | Waylon |
| 10 | Danilo Kuiters Kes van den Broek April Darby                                                                                 | Daphne van Ditshuizen Ayoub Maach Fatima Zohra                                                                            | Sophia Kruithof Sanne Huisman C.J.                                                                                          | Emma Boertien Stef Classens Robin Buijs                                                                                               |
| Os participantes vencedores estão em negrito, os participantes finalistas em itálico e os demais participantes separados por ordem de eliminação. | | | | |